# Velites

Velites

Velites erau soldații ușor înarmați care aparțineau de armata romană (mai precis din legiuni) din era republicană din secolul al III-lea î.Hr.. Numărul de Velites era echivalent cu cei de fiecare Hastati (prima linie) și din Principes (a doua linie), adică 1200 oameni fiecare.
Armamentul lor consta dintr-o armură ușoară din piele (de multe ori fără), un scut mic din lemn (de trei picioare romane în diametru), o sabie și câteva sulițe mici.